# Yolotl Martínez
Yolotl Otniel Martínez Cabral (3 gennaio 2003) è un tuffatore messicano, specializzato nel trampolino.

## Biografia
All'età di diciannove anni è stato convocato ai mondiali di Budapest 2022, dove ha ottenuto l'ottavo posto in classifica nel sincro 3 metri, assieme al connazionale Diego García.

## Palmarès
| Anno | Manifestazione    | Sede     | Evento     | Risultato | Prestazione | Note |
| ---- | ----------------- | -------- | ---------- | --------- | ----------- | ---- |
| 2022 | Mondiali di nuoto | Budapest | Sincro 3 m | 8°        | 363,21      |      |